# Världsmästerskapen i mountainbikeorientering 2008
Världsmästerskapen i mountainbikeorientering 2008 avgjordes i Ostróda i Polen den 24-31 augusti 2008. 

## Medaljörer

### Herrar

#### Sprint[1]
1. Lasse Brun Pedersen,  Danmark, 19.43
2. Jiri Hradil,  Tjeckien, 20.16
3. Tonis Erm  Estland, 20.19

#### Medeldistans[1]
1. Adrian Jackson,  Australien, 54.13
2. Søren Strunge,  Danmark, 54.39
3. Lubomir Tomecek,  Tjeckien, 55.26

#### Långdistans[1]
1. Ruslan Gritsan,  Ryssland, 1:42.28
2. Torbjørn Gasbjerg,  Danmark, 1:44.16
3. Beat Okle  Schweiz, 1:44.22

#### Stafett[1]
1. Danmark (Lasse Pedersen, Torbjørn Gasbjerg, Søren Strunge), 2:13.09
2. Ryssland (Ruslan Gritsan, Maxim Zhurkin, Anton Foliforof), 2:13.16
3. Tjeckien (Martin Sevcik, Jaroslav Rygl, Lubomir Tomecek), 2:16.24

### Damer

#### Sprint[1]
1. Hana Bajtosowa,  Slovakien, 21.04
2. Michaela Gigon,  Österrike, 21.08
3. Martina Tichovska,  Tjeckien, 21.43

#### Medeldistans[1]
1. Ksenia Chernykh,  Ryssland, 51.43
2. Michaela Gigon,  Österrike, 52.13
3. Päivi Tommola,  Finland, 52.39

#### Långdistans[1]
1. Christine Schaffner,  Schweiz, 1:23.14
2. Marika Hara,  Finland, 1:25.11
3. Line Pedersen,  Danmark, 1:26.20

#### Stafett[1]
1. Finland (Maija Lång, Marika Hara, Ingrid Stengård), 2:13.40
2. Ryssland (Anna Vorobiova, Nadiya Mikrukova, Ksenia Chernykh), 2:18.55
3. Österrike (Elisab Hohenwarter, Sonja Zinkl, Michaela Gigon), 2:19.29